# سان جيرمان اون ليه
سان جيرمان أون ليه (بالفرنسية: Saint-Germain-en-Laye) هي بلدية في إقليم إيفلين في منطقة إيل دو فرانس في شمال وسط فرنسا. تقع في الضواحي الغربية لباريس على بعد 19.1 كم (11.9 ميل) من وسط باريس. يقدر عدد سكانها بـ 44،806 نسمة (إحصاء عام 2019) وتبلغ مساحتها 51.94 كم2 وترتفع عن سطح البحر 78 مترا.
يُطلق على سكانها اسم سان جيرمانيون (Saint-Germanois)، ونظرا لشوارعها الأنيقة التي تصطف على جانبيها الأشجار فهي تعد واحدة من أكثر ضواحي باريس ثراءً وتجمع بين أماكن الترفيه الراقية والأحياء السكنية الحصرية.
تقع ضمن مخطط البلدية الغابة الوطنية في سان جيرمان أون ليه، مما يجعلها أكبر بلدية في إيفلين. كما تشغل مساحة كبيرة من حوض نهر السين. تقع سان جيرمان أون ليه عند إحدى المحطات الغربية للخط A من الشبكة الجهوية السريعة في إيل دو فرانس (بالفرنسية: RER).

## المدن التوأمة
- أشافنبورغ، ألمانيا، منذ 1975
- شفيلم، ألمانيا
- آير، جنوب ايرشاير[الإنجليزية]، سكوتلاند، منذ 1984
- وينشستر ، ماساتشوستس[الإنجليزية]، الولايات المتحدة، منذ 1990
- غمينا كونستانسين-جيزورنا[الإنجليزية]، بولندا، منذ 1992

## أعلام
- شارل التاسع ملك فرنسا
- كلود ديبوسي
- ميلاني ثييري
- لويس الثالث عشر ملك فرنسا
- هنري كوشيه
- مارغريت من فالوا
- هنري الثاني ملك فرنسا
- ماري من مودينا
- جيمس الثاني ملك إنجلترا
- أدولف تيير